# Goya-díj a legjobb rendezőnek
A legjobb rendezőnek járó Goya-díjat az 1987-ben megtartott, első díjátadó óta adják át.
Pedro Almodóvar kapta a legtöbb jelölést, tizenegy jelölésből három alkalommal bizonyult a legjobbnak. Fernando León de Aranoa és Juan Antonio Bayona szintén három-három díjat nyert.

## Győztesek és jelöltek
A kialakult gyakorlat szerint az Év oszlop a megjelenés dátumára utal, a tényleges díjátadót a következő évben tartották meg: például az 1999-es év legjobb rendezője díját a 2000-es díjkiosztó ceremónián adták át. 
Az alábbi listában minden évnél az első helyen a győztes áll, őt követi a többi jelölt.

### 1980-as évek
| Év                    | Rendező                                  | Rendező                                  | Cím                    | Cím                      |
| Év                    | Rendező                                  | Rendező                                  | Magyar cím             | Eredeti cím              |
| 1986 (1. gála)        |                                          |                                          |                        |                          |
| --------------------- | ---------------------------------------- | ---------------------------------------- | ---------------------- | ------------------------ |
| 1986 (1. gála)        |                                          | Fernando Fernán Gómez                    |                        | El viaje a ninguna parte |
| 1986 (1. gála)        | Emilio Martínez Lázaro                   |                                          | Lulú de noche          |                          |
| 1986 (1. gála)        | Pilar Miró                               |                                          | Werther                |                          |
| 1987 (2. gála)        |                                          |                                          |                        |                          |
|                       | José Luis Garci                          |                                          | Asignatura aprobada    |                          |
| Bigas Luna            | Szorongás                                | Angustia                                 |                        |                          |
| Vicente Aranda        |                                          | El Lute: camina o revienta               |                        |                          |
| 1988 (3. gála)        |                                          |                                          |                        |                          |
|                       | Gonzalo Suárez                           | Szél hátán                               | Remando al viento      |                          |
| Pedro Almodóvar       | Asszonyok a teljes idegösszeomlás szélén | Mujeres al borde de un ataque de nervios |                        |                          |
| Ricardo Franco        |                                          | Berlin Blues                             |                        |                          |
| Antonio Mercero       |                                          | Espérame en el cielo                     |                        |                          |
| Francisco Regueiro    |                                          | Diario de invierno                       |                        |                          |
| 1989 (4. gála)        |                                          |                                          |                        |                          |
|                       | Fernando Trueba                          |                                          | El sueño del mono loco |                          |
| Vicente Aranda        |                                          | Si te dicen que caí                      |                        |                          |
| Fernando Fernán Gómez |                                          | El mar y el tiempo                       |                        |                          |
| Josefina Molina       |                                          | Esquilache                               |                        |                          |
| Agustí Villaronga     |                                          | El niño de la luna                       |                        |                          |

### 1990-es évek
| Év                   | Rendező                    | Rendező                    | Cím                    | Cím           |
| Év                   | Rendező                    | Rendező                    | Magyar cím             | Eredeti cím   |
| 1990 (5. gála)       |                            |                            |                        |               |
| -------------------- | -------------------------- | -------------------------- | ---------------------- | ------------- |
| 1990 (5. gála)       |                            | Carlos Saura               | Jaj, Carmela!          | ¡Ay, Carmela! |
| 1990 (5. gála)       | Pedro Almodóvar            | Kötözz meg és ölelj!       | ¡Átame!                |               |
| 1990 (5. gála)       | Montxo Armendáriz          |                            | Las cartas de Alou     |               |
| 1991 (6. gála)       |                            |                            |                        |               |
|                      | Vicente Aranda             | Szeretők                   | Amantes                |               |
| Pilar Miró           |                            | Beltenebros                |                        |               |
| Imanol Uribe         | Az elképedt király         | El rey pasmado             |                        |               |
| 1992 (7. gála)       |                            |                            |                        |               |
|                      | Fernando Trueba            |                            | Belle Époque           |               |
| Bigas Luna           | Sonka, sonka               | Jamón, jamón               |                        |               |
| Pedro Olea           | Tőrbe csalva               | El maestro de esgrima      |                        |               |
| 1993 (8. gála)       |                            |                            |                        |               |
|                      | Luis García Berlanga       | Börtönbe mindenki!         | Todos a la cárcel      |               |
| Vicente Aranda       | A betolakodó               | Intruso                    |                        |               |
| Juanma Bajo Ulloa    | A halott anya              | La madre muerta            |                        |               |
| 1994 (9. gála)       |                            |                            |                        |               |
|                      | Imanol Uribe               | Megszámlált napok          | Días contados          |               |
| Vicente Aranda       |                            | La pasión turca            |                        |               |
| José Luis Garci      |                            | Canción de cuna            |                        |               |
| 1995 (10. gála)      |                            |                            |                        |               |
|                      | Álex de la Iglesia         | A Fenevad napja            | El día de la bestia    |               |
| Pedro Almodóvar      | Titkom virága              | La flor de mi secreto      |                        |               |
| Manuel Gómez Pereira | Szájból szájba             | Boca a boca                |                        |               |
| 1996 (11. gála)      |                            |                            |                        |               |
|                      | Pilar Miró                 | A kertész kutyája          | El perro del hortelano |               |
| Julio Medem          | Földön egy angyal          | Tierra                     |                        |               |
| Imanol Uribe         |                            | Bwana                      |                        |               |
| 1997 (12. gála)      |                            |                            |                        |               |
|                      | Ricardo Franco             | A szerencsecsillag         | La buena estrella      |               |
| Adolfo Aristarain    | Martin H                   | Martín (Hache)             |                        |               |
| Montxo Armendáriz    | A szív titkai              | Secretos del corazón       |                        |               |
| 1998 (13. gála)      |                            |                            |                        |               |
|                      | Fernando León de Aranoa    | Barrio – Külvárosi utcák   | Barrio                 |               |
| Alejandro Amenábar   | Nyisd ki a szemed          | Abre los ojos              |                        |               |
| José Luis Garci      | A nagyapa                  | El abuelo                  |                        |               |
| Fernando Trueba      | Álomlány                   | La niña de tus ojos        |                        |               |
| 1999 (14. gála)      |                            |                            |                        |               |
|                      | Pedro Almodóvar            | Mindent anyámról           | Todo sobre mi madre    |               |
| José Luis Cuerda     | Hogyan beszélnek a lepkék? | La lengua de las mariposas |                        |               |
| Gracia Querejeta     | Ha majd visszatérsz hozzám | Cuando vuelvas a mi lado   |                        |               |
| Benito Zambrano      | Magány                     | Solas                      |                        |               |

### 2000-es évek
| Év                        | Rendező                   | Rendező                       | Cím                             | Cím         |
| Év                        | Rendező                   | Rendező                       | Magyar cím                      | Eredeti cím |
| 2000 (15. gála)           |                           |                               |                                 |             |
| ------------------------- | ------------------------- | ----------------------------- | ------------------------------- | ----------- |
| 2000 (15. gála)           |                           | José Luis Borau               |                                 | Leo         |
| 2000 (15. gála)           | Jaime Chávarri            |                               | Besos para todos                |             |
| 2000 (15. gála)           | Álex de la Iglesia        | A közösség                    | La comunidad                    |             |
| 2000 (15. gála)           | José Luis Garci           | Te vagy az egyetlen           | Una historia de entonces        |             |
| 2001 (16. gála)           |                           |                               |                                 |             |
|                           | Alejandro Amenábar        | Más világ                     | Los Otros                       |             |
| Vicente Aranda            | Őrült Johanna             | Juana la Loca                 |                                 |             |
| Agustín Díaz              | Bokszmeccs a lélekért     | Sin noticias de Dios          |                                 |             |
| Julio Medem               | A szex és Lucia           | Lucía y el sexo               |                                 |             |
| 2002 (17. gála)           |                           |                               |                                 |             |
|                           | Fernando León de Aranoa   | Napfényes hétfők              | Los lunes al sol                |             |
| Pedro Almodóvar           | Beszélj hozzá             | Hable con ella                |                                 |             |
| Antonio Hernández         | Város határok nélkül      | En la ciudad sin límites      |                                 |             |
| Emilio Martínez Lázaro    | Vágyastársak              | El otro lado de la cama       |                                 |             |
| 2003 (18. gála)           |                           |                               |                                 |             |
|                           | Icíar Bollaín             | Többet ne! (Vedd el a szemem) | Te doy mis ojos                 |             |
| Isabel Coixet             | Az élet nélkülem          | My Life Without Me            |                                 |             |
| Cesc Gay                  | A városban                | En la ciudad                  |                                 |             |
| David Trueba              | Salamina katonái          | Soldados de Salamina          |                                 |             |
| 2004 (19. gála)           |                           |                               |                                 |             |
|                           | Alejandro Amenábar        | A belső tenger                | Mar adentro                     |             |
| Pedro Almodóvar           | Rossz nevelés             | La mala educación             |                                 |             |
| Adolfo Aristarain         |                           | Roma                          |                                 |             |
| Carlos Saura              | A hetedik nap             | El séptimo día                |                                 |             |
| 2005 (20. gála)           |                           |                               |                                 |             |
|                           | Isabel Coixet             | A szavak titkos élete         | La vida secreta de las palabras |             |
| Montxo Armendáriz         |                           | Obaba                         |                                 |             |
| Alberto Rodríguez Librero |                           | 7 vírgenes                    |                                 |             |
| Benito Zambrano           | Havanna Blues             | Habana Blues                  |                                 |             |
| 2006 (21. gála)           |                           |                               |                                 |             |
|                           | Pedro Almodóvar           | Volver                        | Volver                          |             |
| Agustín Díaz              | Alatriste kapitány        | Alatriste                     |                                 |             |
| Manuel Huerga             | Salvador                  | Salvador (Puig Antich)        |                                 |             |
| Guillermo del Toro        | A faun labirintusa        | El laberinto del fauno        |                                 |             |
| 2007 (22. gála)           |                           |                               |                                 |             |
|                           | Jaime Rosales             |                               | La soledad                      |             |
| Icíar Bollaín             | Mataharik                 | Mataharis                     |                                 |             |
| Emilio Martínez Lázaro    | 13 rózsa                  | Las 13 rosas                  |                                 |             |
| Gracia Querejeta          | Hét francia biliárdasztal | Siete mesas de billar francés |                                 |             |
| 2008 (23. gála)           |                           |                               |                                 |             |
|                           | Javier Fesser             |                               | Camino                          |             |
| José Luis Cuerda          | Vak napraforgók           | Los girasoles ciegos          |                                 |             |
| Agustín Díaz              | A bosszú angyalai         | Sólo quiero caminar           |                                 |             |
| Álex de la Iglesia        | Oxfordi gyilkosok         | The Oxford Murders            |                                 |             |
| 2009 (24. gála)           |                           |                               |                                 |             |
|                           | Daniel Monzón             | 211-es cella                  | Celda 211                       |             |
| Alejandro Amenábar        | Agora                     | Ágora                         |                                 |             |
| Juan José Campanella      | Szemekbe zárt titkok      | El secreto de sus ojos        |                                 |             |
| Fernando Trueba           | A győzelem tánca          | El baile de la victoria       |                                 |             |

### 2010-es évek
| Év                                            | Rendező                       | Rendező                      | Cím                                  | Cím                  |
| Év                                            | Rendező                       | Rendező                      | Magyar cím                           | Eredeti cím          |
| 2010 (25. gála)                               |                               |                              |                                      |                      |
| --------------------------------------------- | ----------------------------- | ---------------------------- | ------------------------------------ | -------------------- |
| 2010 (25. gála)                               |                               | Agustí Villaronga            | Fekete lelkek                        | Pa negre (Pan negro) |
| 2010 (25. gála)                               | Rodrigo Cortés                | Élve eltemetve               | Buried                               |                      |
| 2010 (25. gála)                               | Álex de la Iglesia            | Egy őrült szerelem balladája | Balada triste de trompeta            |                      |
| 2010 (25. gála)                               | Icíar Bollaín                 | Ismeretlen föld              | También la lluvia                    |                      |
| 2011 (26. gála)                               |                               |                              |                                      |                      |
|                                               | Enrique Urbizu                | Nincs kegyelem               | No habrá paz para los malvados       |                      |
| Pedro Almodóvar                               | A bőr, amelyben élek          | La Piel que habito           |                                      |                      |
| Mateo Gil                                     | Butch Cassidy visszatér       | Blackthorn                   |                                      |                      |
| Benito Zambrano                               | Az alvó hang                  | La voz dormida               |                                      |                      |
| 2012 (27. gála)                               |                               |                              |                                      |                      |
|                                               | Juan Antonio Bayona           | A lehetetlen                 | Lo imposible                         |                      |
| Pablo Berger                                  | Hófehérke                     | Blancanieves                 |                                      |                      |
| Alberto Rodríguez                             | Hetes osztag                  | Grupo 7                      |                                      |                      |
| Fernando Trueba                               |                               | El artista y la modelo       |                                      |                      |
| 2013 (28. gála)                               |                               |                              |                                      |                      |
|                                               | David Trueba                  | Könnyű csukott szemmel élni  | Vivir es fácil con los ojos cerrados |                      |
| Gracia Querejeta                              | 15 év és egy nap              | 15 años y un día             |                                      |                      |
| Manuel Martín Cuenca                          |                               | Caníbal                      |                                      |                      |
| Daniel Sánchez Arévalo                        | Csókok és gólok               | La gran familia española     |                                      |                      |
| 2014 (29. gála)                               |                               |                              |                                      |                      |
|                                               | Alberto Rodríguez             | Mocsárvidék                  | La isla mínima                       |                      |
| Daniel Monzón                                 | El Nino – a kölyök            | El Niño                      |                                      |                      |
| Carlos Vermut                                 |                               | Magical Girl                 |                                      |                      |
| Damián Szifrón                                | Eszeveszett mesék             | Relatos salvajes             |                                      |                      |
| 2015 (30. gála)                               |                               |                              |                                      |                      |
|                                               | Cesc Gay                      | Truman                       | Truman                               |                      |
| Paula Ortiz                                   | Az ara                        | La novia                     |                                      |                      |
| Isabel Coixet                                 |                               | Nadie quiere la noche        |                                      |                      |
| Fernando León de Aranoa                       |                               | Un día perfecto              |                                      |                      |
| 2016 (31. gála)                               |                               |                              |                                      |                      |
|                                               | Juan Antonio Bayona           | Váratlan jóbarát             | A Monster Calls                      |                      |
| Pedro Almodóvar                               | Julieta                       | Julieta                      |                                      |                      |
| Alberto Rodríguez                             |                               | El hombre de las mil caras   |                                      |                      |
| Rodrigo Sorogoyen                             |                               | Que Dios nos perdone         |                                      |                      |
| 2017 (32. gála)                               |                               |                              |                                      |                      |
|                                               | Isabel Coixet                 | Könyvesbolt a tengerparton   | La librería                          |                      |
| Aitor Arregi és Jon Garaño                    | Óriás                         | Handia                       |                                      |                      |
| Manuel Martín Cuenca                          | Az író                        | El autor                     |                                      |                      |
| Paco Plaza                                    |                               | Verónica                     |                                      |                      |
| 2018 (33. gála)                               |                               |                              |                                      |                      |
|                                               | Rodrigo Sorogoyen             | A rendszer                   | El reino                             |                      |
| Aszhar Farhadi                                | Mindenki tudja                | Todos lo saben               |                                      |                      |
| Javier Fesser                                 | Bajnokok                      | Campeones                    |                                      |                      |
| Isaki Lacuesta                                | Két víz között                | Entre dos aguas              |                                      |                      |
| 2019 (34. gála)                               |                               |                              |                                      |                      |
|                                               | Pedro Almodóvar               | Fájdalom és dicsőség         | Dolor y gloria                       |                      |
| Alejandro Amenábar                            | Amíg a háború tart            | Mientras dure la guerra      |                                      |                      |
| Aitor Arregi, Jon Garaño és José Mari Goenaga | A vég nélküli lövészárok      | La trinchera infinita        |                                      |                      |
| Oliver Laxe                                   | A tűz hatalmában (Égető múlt) | O que arde                   |                                      |                      |

### 2020-as évek
| Év                         | Rendező                         | Rendező                    | Cím                     | Cím         |
| Év                         | Rendező                         | Rendező                    | Magyar cím              | Eredeti cím |
| 2020 (35. gála)            |                                 |                            |                         |             |
| -------------------------- | ------------------------------- | -------------------------- | ----------------------- | ----------- |
| 2020 (35. gála)            |                                 | Salvador Calvo             | Adú                     | Adú         |
| 2020 (35. gála)            | Juanma Bajo Ulloa               | A baba                     | Baby                    |             |
| 2020 (35. gála)            | Icíar Bollaín                   | Rosa esküvője              | La boda de Rosa         |             |
| 2020 (35. gála)            | Isabel Coixet                   | Benidormban havazik        | Nieva en Benidorm       |             |
| 2021 (36. gála)            |                                 |                            |                         |             |
|                            | Fernando León de Aranoa         | A jó főnök                 | El buen patrón          |             |
| Manuel Martín Cuenca       | A lány                          | La hija                    |                         |             |
| Icíar Bollaín              | Maixabel                        | Maixabel                   |                         |             |
| Pedro Almodóvar            | Párhuzamos anyák                | Madres paralelas           |                         |             |
| 2022 (37. gála)            |                                 |                            |                         |             |
|                            | Rodrigo Sorogoyen               | Szörnyetegek               | As bestas               |             |
| Carla Simón                |                                 | Alcarràs                   |                         |             |
| Pilar Palomero             | Gyerekek gyerekkel              | La maternal                |                         |             |
| Carlos Vermut              |                                 | Mantícora                  |                         |             |
| Alberto Rodríguez          | Franco börtönében               | Modelo 77                  |                         |             |
| 2023 (38. gála)            |                                 |                            |                         |             |
|                            | Juan Antonio Bayona             | A hó társadalma            | La sociedad de la nieve |             |
| Víctor Erice               |                                 | Cerrar los ojos            |                         |             |
| Isabel Coixet              | Egy szerelem                    | Un amor                    |                         |             |
| David Trueba               |                                 | Saben aquell               |                         |             |
| Elena Martín               |                                 | Creatura                   |                         |             |
| 2024 (39. gála)            |                                 |                            |                         |             |
|                            | Isaki Lacuesta és Pol Rodríguez |                            | Segundo premio          |             |
| Aitor Arregi és Jon Garaño |                                 | Marco, la verdad inventada |                         |             |
| Pedro Almodóvar            | A szomszéd szoba                | La habitación de al lado   |                         |             |
| Aranxta Echevarría         |                                 | La infiltrada              |                         |             |
| Paula Ortiz                | A vörös szűz                    | La virgen roja             |                         |             |

## Fordítás
- Ez a szócikk részben vagy egészben  a   Goya Award for Best Director című angol Wikipédia-szócikk ezen változatának fordításán alapul.  Az eredeti cikk szerkesztőit annak laptörténete sorolja fel. Ez a jelzés csupán a megfogalmazás eredetét és a szerzői jogokat jelzi, nem szolgál a cikkben szereplő információk forrásmegjelöléseként.